# Szwajcarski Park Narodowy
Szwajcarski Park Narodowy (rom. Parc Naziunal Svizzer, niem. Schweizerischer Nationalpark, wł. Parco Nazionale Svizzero, fr. Parc National Suisse) – największy rezerwat przyrody w Szwajcarii i jedyny park narodowy tego kraju. Jest najstarszym tego typu obszarem chronionym istniejącym w Alpach i drugim powołanym na ich obszarze po Parku Narodowym Bérarde we Francji, powstałym w 1913 r. (obecnie Park Narodowy Écrins)). Leży w kantonie Gryzonii i graniczy z powołanym w 1935 r. włoskim Parkiem Narodowym Stelvio. Wysoki rygor ochronny powoduje, że Międzynarodowa Unia Ochrony Przyrody klasyfikuje go w ramach najwyższej kategorii I – wyższej niż typowe parki narodowe, mające kategorię II.

## Położenie i przyroda parku
Park narodowy jest położony w granicach Engadyny, długiej na 100 km doliny położonej w szwajcarskich Alpach Wschodnich. Niemal wszystkie lasy na terenie parku składają się z gatunków drzew iglastych. Większa część parku znajduje się w obszarze wysokogórskim powyżej górnej granicy lasu na wysokościach od 1400 do 3173 m n.p.m. (Piz Pisoc).
Fauna parku jest bogata i jednocześnie typowa dla obszaru alpejskiego. Spotkać tu można m.in.: jelenia szlachetnego, kozicę, koziorożca alpejskiego, lisa rudego, świstaka, nornika śnieżnego, zająca bielaka, pardwę górską, orła przedniego, orłosępa, orzechówkę zwyczajną, żmiję zygzakowatą, wilka, niedźwiedzia brunatnego, czy rysia.
Cechą charakterystyczną przyrody parku jest jeden z największych w Alpach zespołów naturalnych borów sosnowych. Ponadto lasy omawianego obszaru charakteryzują gatunki takie jak jodła wspaniała, sosna limba, modrzew europejski, kosodrzewina. W piętrze hal alpejskich na wysokościach między 2100 a 2500 m n.p.m. obserwuje się takie rośliny jak lepnicę, naradkę, jaskry, astra alpejskiego i in. Powyżej, ponad połowę obszaru parku narodowego zajmuje piętro turniowe.

## Funkcjonowanie
Park narodowy ma trzy podstawowe cele funkcjonowania:
- Całkowita ochrona przyrody;
- Badania naukowe;
- Informacja w zakresie ekologii.

Początki parku narodowego wiążą się z powołanym w 1909 r. stowarzyszeniem „Liga Szwajcarska dla Ochrony Przyrody” (nazywającym się od 1997 r. „Pro Natura”). Jego działacze doprowadzili do powołania tej formy ochrony przyrody po pięciu latach starań, 1 sierpnia 1914 r. W 1968 r. otwarto „dom parku narodowego” w miejscowości Zernez, w 2008 r. przebudowanego i otwartego jako „centrum parku narodowego”. W 1979 r. park uzyskał status rezerwatu biosfery UNESCO, poszerzonego w 2010 r. o Dolinę Müstair. W 2000 r. park nieznacznie powiększono o równinę jezior Macun.
Na terenie parku narodowego wyznaczono 80 km szlaków turystycznych. Odwiedzający mogą przebywać w jego granicach tylko w wyznaczonych godzinach i wyłącznie latem. Po parku można poruszać się jedynie pieszo, nie wolno też zabierać ze sobą psów. Co więcej, nie wolno schodzić z wyznaczonych szlaków, niszczyć przyrody, hałasować ani nocować oprócz dwóch wyznaczonych miejsc – także przy drodze dojazdowej do parku i przełęczy Ofen.